# المجلس الدستوري (الجزائر)
المجلس الدستوري الجزائري تم إنشائه بموجب دستور 23 فيفري 1989، الذي ينص في مادته 153: «يؤسس مجلس دستوري يكلف بالسهر على احترام الدستور».
يحدد الدستور تشكيلة المجلس واختصاصاته ومدّة عهدة أعضائه ومجالات وفترات المراقبة المنوطة به والسلطات الدستورية المؤهلة لإخطاره وكذا آرائه بما يترتب عنها من آثار، كما توضّح هذه المسائل نصوص تنظيمية أخرى.

## تشكيلة المجلس الدستـوري
تخضع تشكيلة المجلس الدستـوري لأحكام الفقرة الأولى من المادة 164 من الدستور . وقد أصبحت هذه التشكيلة، منذ التعديل الدستوري ليوم 28 نوفمبر 1996 ، تضم تسعة أعضاء: ثلاثة (03) أعضاء من بينهم رئيس يعينهم رئيس الجمهورية، اثنان (02) ينتخبهما المجلس الشعبي الوطني، اثنان (02) ينتخبهما مجلس الأمـة، وعضو واحد (01) تنتخبه المحكمة العليا وعضو واحد (01) ينتخبه مجلس الدولة.
وبموجب أحكام المادة 164 ( الفقرتان 3 و 4 ) من الدستور، يعين رئيس المجلس الدستوري لفترة واحدة تدوم ست (06) سنوات، ويضطلع أعضاء المجلس الدستوري بمهامهم لفترة واحدة مدّتها ست (06) سنوات، يجدّد خلالها نصف عددهم كل ثلاث سنوات.
وبخصوص السّلطات المخوّل لها إخطار المجلس، فإن المادة 166 من الدستـور تذكـر في نصّها «رئيس الجمهورية أو رئيس المجلس الشعبي الوطني أو رئيس مجلس الأمة».

## صلاحيات المجلس الدستـوري
بالإضافة إلى صلاحياته في مجال مراقبة مدى مطابقة النصوص للدستور، فإن المجلس الدستوري وبموجب المادة 163 (الفقرة 2) من الدستـور، يسهـر على صحـة عمليات الاستفتاء وانتخاب رئيس الجمهورية والانتخابات التشريعية ويعلن نتائج هذه العمليات.

## الرؤساء المتداولين على المجلس الدستوري
```
رؤساء المجلس الدستوري منذ 
1989
.
[
5
]
```

| الرقم | الصورة | الاسم               | البداية        | النهاية        | المدة                        | صاحب التعيين                                     |
| ----- | ------ | ------------------- | -------------- | -------------- | ---------------------------- | ------------------------------------------------ |
| 1     |        | عبد المالك بن حبيلس | 8 مارس 1989    | 20 مارس 1995   | (6 سنواتٍ و12 يومًا)           | رئيس الجمهورية الشاذلي بن جديد                   |
| 2     |        | سعيد بوالشعير       | 20 مارس 1995   | 26 ماي 2002    | (7 سنواتٍ وشهران و6 أيامٍ)     | رئيس الجمهورية اليامين زروال عبد العزيز بوتفليقة |
| 3     |        | محمد بجاوي          | 26 ماي 2002    | 1 ماي 2005     | (سنتان و11 شهرًا و5 أيامٍ)     | رئيس الجمهورية عبد العزيز بوتفليقة               |
| 4     |        | بوعلام بسايح        | 26 سبتمبر 2005 | 29 مارس 2012   | (6 سنواتٍ و6 أشهرٍ و3 أيامٍ)    | رئيس الجمهورية عبد العزيز بوتفليقة               |
| 5     |        | الطيب بلعيز         | 29 مارس 2012   | 11 سبتمبر 2013 | (سنةً واحدةً و5 أشهرٍ و13 يومًا) | رئيس الجمهورية عبد العزيز بوتفليقة               |
| 6     |        | مراد مدلسي          | 15 سبتمبر 2013 | 28 جانفي 2019  | (5 سنواتٍ و4 أشهرٍ و13 يومًا)   | رئيس الجمهورية عبد العزيز بوتفليقة               |
| 7     |        | الطيب بلعيز         | 10 فيفري 2019  | 16 أفريل 2019  | (شهران و6 أيامٍ)              | رئيس الجمهورية عبد العزيز بوتفليقة               |
| 8     |        | كمال فنيش           | 16 أفريل 2019  |                | (5 سنواتٍ و11 شهرًا و5 أيامٍ)   | رئيس الدولة عبد القادر بن صالح                   |